# Berezne
Berezne (in ucraino Березне?; in russo Берёзно?, Berëzno) è una città dell'Ucraina (13 126 abitanti) situata nel distretto di Rivne, nell'Oblast' di Rivne. Ospita l'amministrazione della comunità territoriale di Berezne, una delle comunità territoriali dell'Ucraina.
Fino al 18 luglio 2020 Berezne era il centro amministrativo del distretto di Berezne, abolito come parte della riforma amministrativa dell'Ucraina, che ha ridotto a quattro il numero dei distretti dell'oblast' di Rivne. L'area del distretto di Berezne è stata trasferita al distretto di Rivne.